# Berta Hall
Berta Hall, som gift Berta Jahnberg, född 21 september 1909 i Strömstad, död 6 juni 1999 i Örgryte församling i Göteborg, var en svensk skådespelare.

## Biografi
Berta Hall var dotter till Carl Hall (1862–1929), ägare till och redaktör för tidningen Norra Bohuslän. Efter studentexamen vid Palmgrenska samskolan inledde hon 1929 teaterstudier för Julia Håkansson. Hall debuterade på Nya Intima Teatern i Stockholm 1931 och turnerade därefter med Allan Rydings och Pauline Brunius sällskap. 
Hon kom till Göteborgs Stadsteater 1936 där hon sedan var verksam under hela sin karriär, med vissa gästspel på Riksteatern och stadsteatrarna i Malmö och Stockholm. Sina sista framträdanden gjorde hon i mitten av 1990-talet i Strömstad i Kent Anderssons version av Spelet om Envar. Hon spelade stora kvinnoroller i pjäser som bland annat Flugorna, Gengångare, Änkeman Jarl och Vem är rädd för Virginia Woolf? Så sent som 1988 turnerade hon med Riksteatern som Farmor i Farmor och Vår Herre.
Hon filmdebuterade i Alf Sjöbergs Himlaspelet 1942 och kom att medverka i drygt 20 film- och TV-produktioner. Många minns hennes svartklädda kvinna i Kullamannen 1967 eller hennes gestaltning av den elaka lärarinnan i Mor gifter sig 1979. Hennes sista roll för TV blev den i TV-serien Hem till byn (1990).
Hall mottog 1966 Svenska Teaterförbundets guldmedalj och 1974 tilldelades hon Teaterförbundets Gösta Ekman-stipendium.
Hon var från 1937 gift med skådespelaren Håkan Jahnberg. De är begravda på Örgryte nya kyrkogård i Göteborg. Deras son var skådespelaren Klas Jahnberg. Hon var syster till journalisten Åke Hall.

## Filmografi
- 1942 – Himlaspelet
- 1948 – Hamnstad
- 1951 – Hon dansade en sommar
- 1951 – Bärande hav
- 1962 – Dödsdansen (TV)
- 1962 – Ritten till havet (TV)
- 1962 – Värmlänningarna (TV)
- 1963 – Munken går på ängen (TV)
- 1965 – Farlig kurs (TV-serie)
- 1966 – Syskonbädd 1782
- 1967 – Kullamannen (TV-serie)
- 1968 – Den gyllene porten (TV)
- 1970 – Sonja (TV-serie)
- 1970 – Följetong i X kapitel (TV-serie)
- 1971 – Änkeman Jarl (TV)
- 1973 – Ett köpmanshus i skärgården (TV-serie)
- 1974 – Brända tomten (TV)
- 1975 – Fru Inger til Østråt
- 1976 – Predikare-Lena (TV)
- 1976 – Raskens (TV-serie)
- 1977 – Ärliga blå ögon (TV-serie)
- 1979 – Albert & Herbert (TV-serie)
- 1979 – Charlotte Löwensköld
- 1979 – Mor gifter sig (TV-serie)
- 1980 – Sverige åt svenskarna
- 1982 – Hedebyborna (TV-serie)
- 1986 – Moa
- 1988 – Polisen som vägrade ta semester (TV-serie)
- 1990 – Hem till byn (TV-serie)

## Teater

### Roller (ej komplett)
| År   | Roll              | Produktion                                                                     | Regi                | Teater                                  |
| ---- | ----------------- | ------------------------------------------------------------------------------ | ------------------- | --------------------------------------- |
| 1935 | Olwen Peel        | Tala är silver... (Dangerous Corner) J.B. Priestley                            |                     | Lilla Teatern                           |
| 1948 | Anna              | Dans på bryggan Björn-Erik Höijer                                              | Ingmar Bergman      | Göteborgs stadsteater                   |
| 1949 | Mexikanskan       | Spårvagn till lustgården (A Streetcar Named Desire) Tennessee Williams         | Ingmar Bergman      | Göteborgs stadsteater                   |
| 1950 | Marica del Reino  | Guds ord på landet (Divinas palabras) Ramón del Valle-Inclán                   | Ingmar Bergman      | Göteborgs stadsteater                   |
| 1950 | Maren Andreasen   | Kärlek (Kærlighed) Kaj Munk                                                    | Torsten Hammarén    | Göteborgs stadsteater, 24 november 1950 |
| 1952 | Rebekka West      | Rosmersholm Henrik Ibsen                                                       | Torsten Hammarén    | Göteborgs stadsteater, 9 februari 1952  |
| 1952 |                   | Dans under stjärnorna (L'Invitation au château) Jean Anouilh                   | Helge Wahlgren      | Göteborgs stadsteater, hösten 1952      |
| 1953 | Ellida Wangel     | Frun från havet (Fruen fra havet) Henrik Ibsen                                 | Torsten Hammarén    | Göteborgs stadsteater, 26 november 1953 |
| 1956 | Christine         | Klaga månde Elektra (Mourning Becomes Electra) Eugene O'Neill                  | Åke Falck           | Göteborgs stadsteater, 28 mars 1956     |
| 1958 | Lidia Ivanovna    | Anna Karenina Leo Tolstoj                                                      | Hans Dahlin         | Göteborgs stadsteater, 9 februari 1958  |
| 1959 |                   | Major Barbara George Bernard Shaw                                              | Keve Hjelm          | Göteborgs stadsteater                   |
| 1959 |                   | Ljuva ungdomstid (Ah, Wilderness) Eugene O'Neill                               | Sam Besekow         | Göteborgs stadsteater                   |
| 1961 | Helene Alving     | Gengångare (Gengangere) Henrik Ibsen                                           | Staffan Aspelin     | Göteborgs stadsteater, 16 mars 1961     |
| 1963 |                   | Vem är rädd för Virginia Woolf? (Who's Afraid of Virginia Woolf?) Edward Albee | Yngve Nordwall      | Göteborgs stadsteater, 18 oktober 1963  |
| 1964 |                   | Mr Ernest (The Importance of Being Earnest) Oscar Wilde                        | Lars Engström       | Göteborgs stadsteater, 15 januari 1964  |
| 1968 | Ljubov Andrejevna | Körsbärsträdgården (Вишнёвый сад, Visjnjovyj sad) Anton Tjechov                | Lars-Levi Læstadius | Helsingborgs stadsteater                |
| 1976 | Winnie            | Lyckans dar (Happy days) Samuel Beckett                                        | Mats Johansson      | Göteborgs stadsteater, 16 oktober 1976  |

## Radioteater

### Roller
| År   | Roll        | Produktion                           | Regi           |
| ---- | ----------- | ------------------------------------ | -------------- |
| 1955 | Lona Hessel | Samhällets stöttepelare Henrik Ibsen | Helge Wahlgren |